# Sultanato selgiuchide
Il Sultanato selgiuchide (in turco: Büyük Selçuklu Devleti (Grande Stato Selgiuchide); in persiano: دولت سلجوقیان; in arabo: الدولة السلجوقية), o Grandi Selgiuchidi, fu un grande impero medievale musulmano sunnita originato dal ramo Qynyq dei Turchi Oghuz, dominato dalla dinastia selgiuchide, esteso dall'Hindu Kush all'Anatolia e dall'Asia centrale al Golfo Persico nei secoli XI e XII. Dalla loro terra natale presso il lago d'Aral, i Selgiuchidi avanzarono prima sul Khorasan e poi sulla Persia prima di conquistare infine l'Anatolia orientale. Il loro impero era il più vasto del suo tempo, con una superficie di 3,9-4 milioni di km² all’apice.
Il Sultanato selgiuchide fu governato dapprima da Toghrul Beg dal 1037, dopo gli sforzi del fondatore della Dinastia selgiuchide Seljuk nel primo quarto dell'XI secolo. Il padre di Seljuk aveva una posizione preminente nello stato Oghuz Yagbu e diede il suo nome sia all'impero sia alla dinastia. I Selgiuchidi unirono gran parte del frammentato scenario politico del mondo islamico orientale e giocarono un ruolo chiave nella prima e seconda crociata. Fortemente persianizzati nella cultura e nella lingua, i Selgiuchidi ebbero un ruolo importante anche nello sviluppo della tradizione turco-persiana, esportando la cultura persiana in Anatolia. Il sultanato era governato come una sorta di confederazione di principi, gli atabeg, nominalmente sottomessi ai sultani e al Gran Sultano o Shah.

## Storia

### Fondatore della dinastia
L'antenato dei Selgiuchidi fu il Bey Seljuk, che si pensa avesse prestato servizio nell'esercito dei Cazari, finché nel 950 circa, il Bey e i suoi uomini migrarono nella Corasmia, presso la città di Jend, ora chiamata Khujand, dove si convertirono all'Islam.

### Tughrul e la fondazione del Sultanato
I Selgiuchidi erano alleati con gli Shah samanidi di Persia, contro i Karakhanidi. I Samanidi comunque persero contro i Karakhanidi e gli emergenti Ghaznavidi e vennero coinvolti in una lotta per il potere nella regione prima di poter stabilire una loro base indipendente.
Toghrul Beg era il nipote di Seljuk, e Çağrı (Chahri) era suo fratello. Sotto di lui nel 1030 i Selgiuchidi si ribellarono ai Ghaznavidi, iniziando la conquista della Persia e del Khorasan. Inizialmente i Selgiuchidi furono respinti da Maḥmūd e si ritirarono in Corasmia, ma Toghrul e Çağrı li guidarono presto alla cattura di Merv e Nishapur (1028-1029). Successivamente continuarono a razziare e scambiare territori con il suo successore nella Corasmia e arrivarono a saccheggiare Ghazni nel 1037. Nel 1039 alla battaglia di Dandanqan, sconfissero decisivamente Mas'ud I di Ghazni costringendolo ad abbandonare molti dei suoi territori occidentali a vantaggio dei Selgiuchidi, ma nel 1047 i Selgiuchidi vennero arrestati a nord dai Bizantini a Erzurum. Nonostante la sconfitta, i Turchi proseguirono le loro devastazioni in Georgia e riuscirono ugualmente a cacciare i Ghaznavidi, costringendoli a rifugiarsi nei loro possedimenti in India. Nel 1050 Toghrul entrò quindi in Isfahan, rendendola capitale del nuovo impero.
Mentre il potere selgiuchide si andava consolidando in Persia, i Turchi, guidati dagli Emiri Asan e İbrahim Yinal, continuarono le loro razzie nell'Armenia bizantina, attaccando Kars nel 1052 e conducendo, nel 1054 una campagna di saccheggio guidata dallo stesso Toghrul attorno al lago di Van e alla fortezza di Manzicerta. Pochi anni dopo la conquista di Isfahan, nel 1055, fu lo stesso califfo abbaside a chiamare il sultano Toghrul a Baghdad perché lo liberasse dalla minaccia costituita dal visir sciita al-Basasiri: Toghrul venne proclamato Sultano, autorizzato a esercitare il suo potere su tutti coloro che dovevano obbedienza spirituale al califfo. Nel 1056 e nel 1057 vennero condotte nuove campagne in Armenia, che portarono al saccheggio di Melitene, mentre nel 1059 le forze selgiuchidi penetrarono in profondità, sino a Sebastea.

### Il regno di Alp Arslan e la conquista dell'Armenia
Alp Arslan era il figlio di Çağrı Beg. Nel 1063, alla morte di Tughril, succedette allo zio e, desiderando controllare la frontiera settentrionale dalla minaccia bizantina, decise di occupare l'Armenia e la Georgia. Nel 1064 distrusse Ani, antica capitale armena, attaccando l'anno successivo Edessa, che però, ben difesa, resistette. Non così accadde però nel 1066 a Cesarea in Cappadocia, che venne saccheggiata. Nel 1068 i Selgiuchidi giunsero fino a Neocesarea e Amorio, arrivando l'anno successivo a Iconio e a Khonae nel 1070, annettendo così quasi tutta l'Anatolia. Nel 1071 Arp Arslan, mentre si trovava in Siria, nei pressi di Aleppo, seppe che l'imperatore bizantino Romano IV Diogene stava marciando rapidamente sull'Armenia, con l'intenzione di liberarla dai Selgiuchidi. Lo scontro tra le due formazioni armate avvenne nella battaglia di Manzicerta, i Turchi attaccarono prima che i Bizantini, male addestrati, subirono il tradimento dei mercenari franchi al servizio di Romano IV Diogene. I Selgiuchidi di Alp Arslan ebbero la meglio, catturando lo stesso imperatore bizantino, costretto a riconoscere il dominio selgiuchide sull'Armenia. Alp Arslan autorizzò i suoi generali turcomanni a stabilire i propri principati nell'Anatolia ex bizantina, come atabeg a lui leali. Nello stesso anno, il vassallo Atsiz ibn Abaq (o Uvaq), conquistò Gerusalemme, sottraendo ai Fatimidi d'Egitto l'intera Palestina. In due anni, i Turkmeni avevano esteso il loro controllo fino al Mar Egeo sotto numerosi "beilicati" (i successivi beylik turchi): i Saltuklu nell'Anatolia nordorientale, i Mengugekidi nell'Anatolia orientale, gli Artuqidi nell'Anatolia sudorientale, i Danishmendidi nell'Anatolia Centrale, il Sultanato di Rum nell'Anatolia occidentale e il beilicato di Chaka Bey a Smirne (Smyrna).
Nel 1072, assicurato il proprio confine settentrionale, il Sultano rivolse la sua attenzione alla regione della Transoxiana, con l'intenzione di sottometterla, morendo però nel corso della campagna.

### Il regno di Malik Shāh I e la massima estensione
Ad Alp Arslan succedette il figlio Malik Shāh I, il quale, insieme ai suoi visir persiani, Nizām al-Mulk e Tāj al-Mulk, espanse lo Stato selgiuchide in varie direzioni, fino ai confini della Cina a est e dei Bizantini a ovest. Spostò la capitale da Rey a Isfahan. Niẓām al-Mulk stabilì il sistema militare dell'iqṭāʿ e fiformò l'amministrazione grazie all'Università Niẓāmiyya da lui edificata a Baghdad. Il regno di Malik Shāh fu considerato l'età dell'oro dei "Grandi Selgiuchidi" e il Califfo abbaside intitolò Malik Shāh "Sultano dell'Est e dell'Ovest" nel 1087.
Subito dopo la sconfitta dei Bizantini a Manzicerta, Malik Shāh mise gli occhi sull'Anatolia, che, trascurata dalla nobiltà bizantina, si offriva come terra ideale per la migrazione delle tribù di allevatori-guerrieri turkmeni al seguito dei Selgiuchidi.
Malik Shāh affidò il compito al cugino Suleyman ibn Qutulmish, che, tra il 1073 e il 1081 occupò gran parte dell'Anatolia, costituendovi l'autonomo Sultanato di Rum, vassallo dell'impero di Malik Shah. La capitale del nuovo stato venne posta a Nicea, conquistata nel 1077. Nel 1085 Suleyman ottenne anche la consegna di Antiochia e dell'intera Cilicia, seguite, nel 1086, dalla grande città di Edessa.
Allo stesso tempo Malik Shāh affidò al fratello Tutush I il compito di occupare la Siria, formandovi un sultanato vassallo. Tutush, per affermare il proprio potere, fece quindi assassinare nel 1079 l'emiro selgiuchide di Damasco Atsiz, divenendo l'unico signore delle terre comprese tra l'Egitto e Aleppo, sua vassalla.
Dopo la caduta di Antiochia e di Edessa, però, i due sultanati di Nicea e Damasco entrarono in conflitto: nella battaglia che ne seguì Suleyman, signore di Nicea, venne trucidato dal cugino Tutush, signore di Damasco. All'evento seguì un periodo di caos nel dominio selgiuchide d'Anatolia, sino a quando non intervenne nel 1092 lo stesso Malik Shāh, nominando nuovo sultano di Nicea Qilij Arslan I, figlio di Suleyman. Egli, per liberarsi dalla minaccia rappresentata dal suocero Chaka, emiro di Smirne, lo fece immediatamente assassinare, liberando però in tal modo anche i Bizantini dalla minaccia rappresentata dal signore di Smirne.

### Il declino
Dopo la morte di Malik Shāh, nel 1092, si aprì nel Sultanato un'aspra lotta di successione tra i suoi figli, destinata a durare un decennio. Nel 1095 morì anche Tutush, sultano di Damasco, il cui regno venne spartito tra i figli Duqāq, signore di Damasco, e Riḍwān, signore di Aleppo, che però faticavano a mantenere il controllo sui signori locali, mentre i Fatimidi riprendevano l'offensiva in Palestina e Tripoli si rendeva indipendente e l'atabeg di Mosul minacciava la stessa Aleppo.

I resti del breve Sultanato di Siria vennero travolti in pochi anni dalle nuove dinastie emergenti degli Artuqidi e dei Buridi, in parte vassalle dei Selgiuchidi di Persia, in parte degli Abbasidi di Baghdad che, con il declinare della potenza turca, cercavano di sottrarsi alla tutela dei Grandi Selgiuchidi.
Altra minaccia alla stabilità dell'impero era rappresentata poi dalla setta degli Ismailiti Nizariti, che, dopo essere stati al centro di numerose campagne militari di repressione durante il regno di Malik Shāh, avviarono, sotto la guida di Ḥasan-i Ṣabbāḥ una campagna mirante a colpire capi politici e militari selgiuchidi che essi ferocemente avversavano, anche perché sunniti. Ciò servì a renderli famosi come la Setta degli Assassini e una delle prime vittime del movimento ismailita fuo il vizir di Malik Shāh, Nizam al-Mulk, trucidato nel 1092.

### La fine del Sultanato
Dopo essere emerso come Gran Sultano da una lunga serie di guerre dinastiche, nel 1141 il Sultano Ahmed Sanjar, preoccupato per l'espansione dei mongoli Kara Khitay, che avevano appena occupato la Transoxiana, marciò contro di loro affrontandoli a Samarcanda: disastrosamente sconfitto, riuscì a stento a salvare la propria vita fuggendo. La battaglia provocò per i Selgiuchidi la perdita della Corasmia, che divenne Stato vassallo dei Kara Khitai e iniziò una campagna di aggressione contro i propri precedenti signori.
Il sovrano corasmio Anushtigin, approfittando della debolezza dei Selgiuchidi nell'Iran, iniziò una rapida espansione ai loro danni, che portò nel 1153 alla cattura dello stesso Gran Sultano Ahmed. Liberato nel 1156, Ahmed cadde l'anno successivo e venne sepolto a Merv. La sua morte segnò la fine dell'unità per il grande sultanato selgiuchide e la perdita del Khorasan.

#### Destino degli ultimi domini selgiuchidi
In Persia occidentale e meridionale ed in Mesopotamia, signorie selgiuchide sopravvissero ancora per un certo tempo, raccolte attorno ai sovrani selgiuchidi di Hamadan e Kerman. Nel 1186, tuttavia, Muhammad-Shah ibn Bahram-Shah di Kerman venne sopraffatto da altri turchi Oghuz, fuggendo a oriente presso i Ghuridi. Nel 1194 anche Tughrul III di Hamadan perse i suoi territori a vantaggio dei Corasmi.
Più a occidente, invece, l'anatolico Sultanato di Rum sopravvisse ancora per circa un secolo, sino all'invasione dei Mongoli dell'Ilkhanato.

## Governo
Il potere selgiuchide giunse al suo apogeo sotto Malik Shāh, e sia i Karakhanidi sia i Ghaznavidi dovettero riconoscere la sovranità dei Selgiuchidi. Il dominio selgiuchide fu stabilito sugli antichi domini sasanidi, in Iran e Iraq e includeva l'Anatolia oltre a parti dell'Asia Centrale e del moderno Afghanistan. Il governo selgiuchide fu modellato sull'organizzazione tribale portata dai conquistatori nomadi e assomigliava a una 'federazione familiare'. Sotto questa organizzazione il leader della famiglia più importante assegnava ai membri della famiglia porzioni del suo dominio come proprietà autonome.

## Divisione dell'impero

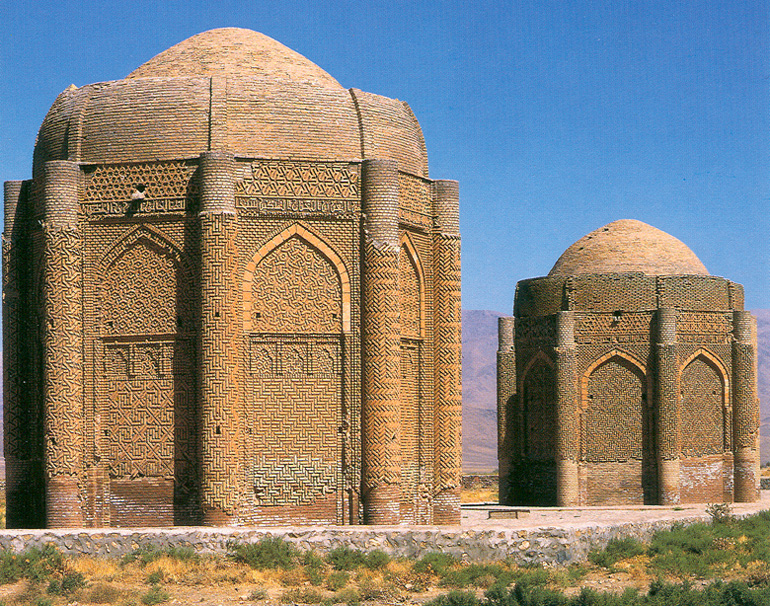
Le torri gemelle di Kharāghān, costruite nel 1053 in Iran, sono le tombe dei signori selgiuchidi.

Quando Malik Shāh I morì nel 1092, il Sultanato si divise per i contrasti insorti tra suo fratello ed i quattro figli circa le porzioni dell'impero da spartirsi. In Anatolia, a Malik Shāh I succedette Qilij Arslan I, fondatore del Sultanato di Rum, e in Siria suo fratello Tutush I. In Persia gli succedette suo figlio Maḥmūd I il cui regno fu contestato dai tre fratelli: Berkyāruk in Iraq, Muḥammad I a Baghdad e Ahmed Sanjar in Khorasan.
Alla morte di Tutush I i suoi figli Ridwan ibn Tutush e Duqaq I ereditarono rispettivamente Aleppo e Damasco e si combatterono fra di loro fino a dividere la Siria in due emirati in aperto antagonismo.
Nel 1118 il terzo figlio Ahmed Sanjar salì a capo del Sultanato. Il suo nipote, figlio di Muḥammad I, non riconobbe la sua ascesa al trono e Maḥmūd II si proclamò a sua volta Sultano e stabilì la sua capitale a Baghdad, fino al 1131 quando fu ufficialmente deposto da Ahmed Sanjar.
Negli altri territori del sempre più nominale Sultanato selgiuchide c'erano gli Artuqidi, nella Siria nord-orientale e nella Mesopotamia settentrionale, che controllarono Gerusalemme fino al 1098. Nell'Anatolia orientale e Siria settentrionale fu fondata invece la dinastia Danishmendide che si contese territori con il Sultanato di Rum. Infine Kerbogha esercitava grande indipendenza, in veste di atabeg di Mosul.

## La prima crociata
I divisi Stati dei Selgiuchidi erano più concentrati a consolidare i loro territori ed ottenere il controllo di quelli vicini che a cooperare contro gli invasori della prima crociata. I Selgiuchidi avevano facilmente sconfitto l'impreparata crociata dei poveri arrivata nel 1096, ma non poterono fermare l'avanzata delle formazioni armate della successiva prima crociata, che prese importanti città come Nicea, Iconio, Cesarea e Antiochia nella sua marcia verso Gerusalemme e che, nel 1099, conquistò la Terra santa, creando i primi Stati crociati. I Selgiuchidi avevano già perso la Palestina a vantaggio dei Fatimidi, che avevano occupato Gerusalemme appena prima dell'arrivo dei crociati.

## La seconda crociata
Ahmed Sanjar dovette fronteggiare le rivolte dei Karakhanidi in Transoxiana, dei Ghuridi in Afghanistan e dei Qarluq nel moderno Kirghizistan, oltre all'invasione dei nomadi Kara Khitay ad est, i quali distrussero lo Stato vassallo selgiuchide dei Karakhanidi orientali. Con la battaglia di Qatwan contro i Kara Khitay, nel 1141, Sanjar perse tutte le sue province orientali fino al Syr Darya, incluso il vassallaggio dei Karakhanidi occidentali. In questo periodo il conflitto con gli Stati Crociati fu intermittente, e dopo la Prima Crociata sempre più spesso gli atabeg indipendenti si allearono con i Crociati contro altri atabeg gareggiando gli uni contro gli altri per territori. A Mosul, Zengi successe a Kerbogha come atabeg e cominciò con successo a consolidare gli atabeg della Siria. Nel 1144 Zengi catturò Edessa, sconfiggendo l'alleanza tra la Contea di Edessa e gli Artuqidi. Questo evento scatenò la Seconda Crociata. Norandino, uno dei figli di Zengi, cui era succeduto come atabeg di Aleppo, creò un'alleanza nella regione in opposizione alla Seconda Crociata, che arrivò nel 1147.

## Lasciti
I Selgiuchidi erano educati al servizio delle corti musulmane come schiavi o mercenari. La dinastia portò nuova vita, energie e unione alla civiltà islamica, fino ad allora dominata da Arabi e Persiani. Secondo i Selgiuchidi, essi portarono ai musulmani "spirito di combattimento ed aggressività fanatica".
I Selgiuchidi erano mecenati di arte e letteratura. Sotto il dominio selgiuchide furono fondate delle università. Il loro regno è stato caratterizzato da astronomi persiani come Omar Khayyám e da intellettuali come il filosofo persiano al-Ghazali.

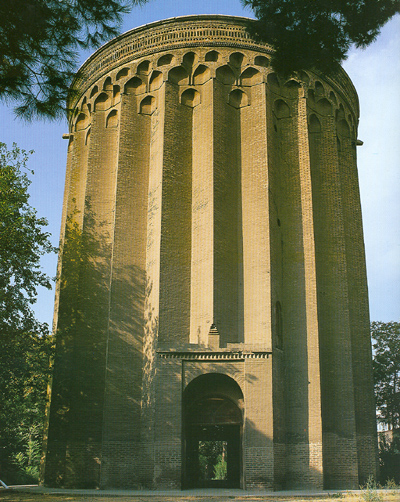
La torre di Toghrol, un monumento del XII secolo situato a sud di Teheran in Iran in commemorazione di Toghrul Beg.
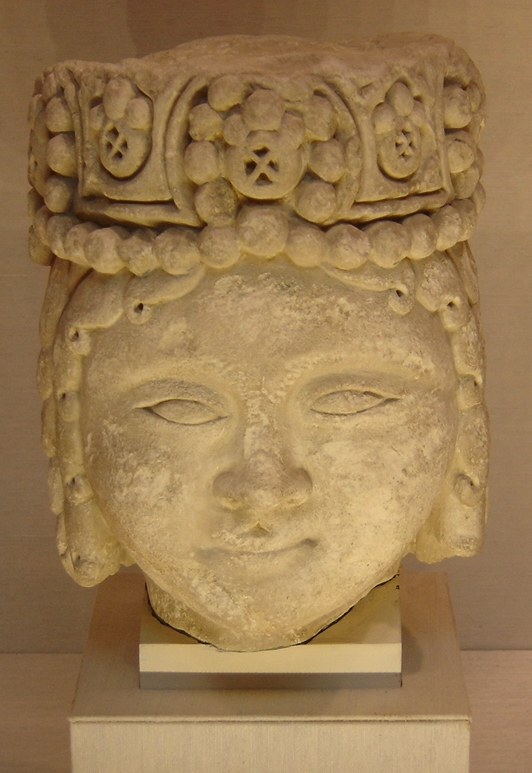
Testa maschile di figura reale, XII-XIII secolo ritrovata in Iran.
Arte dell'era selgiuchide: Ewer dall'Iran, datato 1180-1210. Ottone lavorato a sbalzo e intarsiato con argento e bitume. Metropolitan Museum of Art, New York.
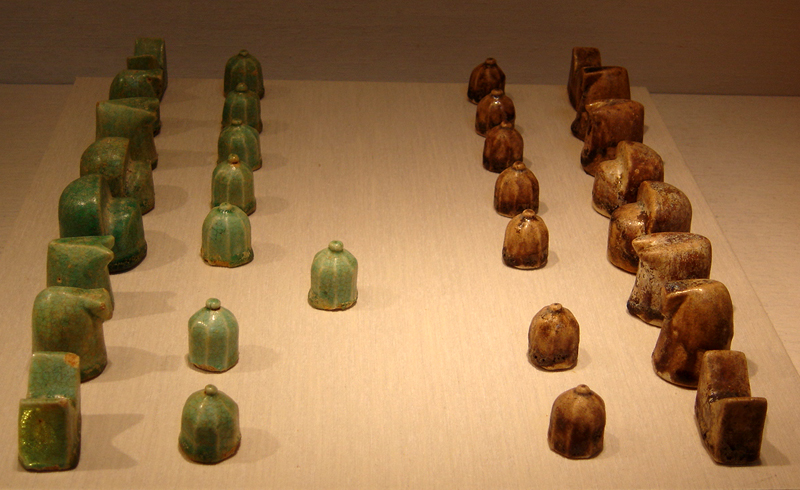
Scacchiera in ceramica vitrea, XII secolo, dall'Iran. Metropolitan Museum of Art, New York.

## Conquista da parte di Corasmi e Ayyubidi
Nel 1153 i turchi Oghuz si ribellarono e catturarono Ahmed Sanjar. Questi riuscì a fuggire tre anni dopo ma morì l'anno successivo. Nonostante i molti tentativi di riunire il Sultanato da parte del suo successore, i crociati gli impedirono di riconquistare l'antico impero. Atabeg come gli Zengidi e gli Artuqidi sottostavano solo nominalmente al Sultano selgiuchide, e in pratica controllavano la Siria in modo indipendente. Quando Ahmed Sanjar morì l'impero si frazionò ancora di più e molti atabeg si resero del tutto indipendenti.
1. Selgiuchidi khorasanici in Khorasan e Transoxiana. Capitale: Merv
2. Selgiuchidi Kermani
3. Sultanato di Rum (o Selgiuchidi di Turchia). Capitale: İznik (Nicea), più tardi Konya (Iconium)
4. Atabeghlik di Salgur in Iran
5. Atabeghlik di Ildeniz in Iraq ed Azerbaigian. Capitale: Hamadan
6. Atabeghlik dei Buridi in Siria. Capitale: Damasco
7. Atabeghlik di Zangi a Jazīra (Mesopotamia settentrionale). Capitale: Mosul
8. Beghlik turcomanni: Danishmendidi, Artuqidi, Saltuqidi e Mengugekidi in Asia Minore
9. Impero Corasmio in Transoxiana e Corasmia. Capitale: Urganch

Dopo la seconda crociata al generale di Nūr al-Dīn, Shirkuh, che si era stabilito in Egitto, nella terra dei Fatimidi, di fatto ponendoli sotto il suo controllo, succedette il nipote Saladino. Questi avviò una politica di sostanziale autonomia da Norandino (malgrado formalmente si dichiarasse sempre suo suddito), e alla sua morte sposò la sua vedova e conquistò gran parte della Siria creando la dinastia Ayyubide.
Secondo altre fonti, il Regno di Georgia cominciò a diventare una potenza locale ed estese i suoi confini a spese dell'Impero selgiuchide. Lo stesso avvenne durante la rinascita del Regno armeno di Cilicia sotto Leone III d'Armenia in Anatolia. Il califfo abbaside al-Nasir li-din Allah a sua volta cominciò a riaffermare la sua autorità e si alleò con l'imperatore corasmio Takash.
Per un breve periodo Togrul III fu Sultano di tutti i Selgiuchidi, a eccezione dell'Anatolia. Nel 1194, comunque, Togrul fu sconfitto da Takash, Shah dell'Impero corasmio, e i Selgiuchidi infine crollarono. Del passato Sultanato selgiuchide, solo il Sultanato di Rum in Anatolia sopravvisse. Al declino della dinastia nel 1260, i Mongoli invasero l'Anatolia e la divisero in piccoli emirati chiamati beilikati turchi d'Anatolia. Infine uno di questi, quello ottomano, salì al potere e assoggettò gli altri.

## Lista dei Grandi selgiuchidi
| Grandi Selgiuchidi | Grandi Selgiuchidi |
| ------------------ | ------------------ |
| Toghrul Beg        | 1037-1063          |
| Alp Arslan         | 1063-1072          |
| Malik Shah I       | 1072-1092          |
| Mahmud I           | 1092-1094          |
| Barkiyaruq         | 1094-1105          |
| Malik Shah II      | 1105               |
| Mehmed I           | 1105-1118          |
| Ahmed Sanjar       | 1118-1153          |

Dopo la morte di Ahmed Sanjar i domini selgiuchidi di Persia vennero divisi tra le signorie di Hamadan e Kerman.